# 濃淡電池
濃淡電池（のうたんでんち）とは、電池の形態の1つであり、電解質濃淡電池と電極濃淡電池に分類できる。化学電池として陽極と陰極の電極のイオン化傾向の差を利用したダニエル電池などがよく知られているが、たとえ陽極と陰極に同じ金属（したがってイオン化傾向も同じ）を用いたとしても陽極と陰極とで電解質の濃度が違った場合は電池になることができ、これが電解質濃淡電池である。また陽極板と陰極板として同じ金属板を用いて片方の金属板で何らかの物質（気体でも何でも良い）がイオン化しやすい（またはイオン化しにくい）状況を作ることができれば電池になることができ、これが電極濃淡電池である。

## 濃淡電池の例
濃淡電池には様々な構成が考えられる。
例えば電極として2枚の銀の板を用い、電解質溶液として濃度の異なる硝酸銀水溶液を用いた時は、濃度の低い側の硝酸銀水溶液中へ、電極の金属状態の銀が電子を電極につながる回路へと放出してイオン化して溶出する。これに対して濃度の高い側の硝酸銀水溶液中の銀イオンが電極につながる回路を流れてきた電子を受け取って、金属状態の銀として析出する。このようにして電解質溶液の濃度差を解消する方向に反応が進む。つまり低濃度の硝酸銀水溶液に漬けられている銀が陰極、高濃度の硝酸銀水溶液に漬けられている銀が陽極になる。あくまで電解質溶液の濃度差があってこその反応なので、濃度差がなくなれば電池は機能を失う。
また例えば2枚の白金の板の表面での酸素の濃度差などを利用した濃淡電池もある。
いずれにしても、濃度差が大きいほど電池としての起電力は大きくなる傾向にあり、逆に濃度差がなくなれば電池としての機能を失う。

## 応用例
- エアーフローセンサーの1つの酸素センサー
- 輸率の測定法の1つの電池電位法
- 腐食の電池モデルという考え方（酸素濃淡電池）[1]